# بخش خنرال لامادرید
بخش خنرال لامادرید (به اسپانیایی: Departamento General Lamadrid) یک منطقهٔ مسکونی در آرژانتین است که در استان لا ریوخا، آرژانتین واقع شده‌است.